# اختطاف كادونا

خريطة توضح موقع منطقة كادونا في نيجيريا

اختطاف كادونا وقع في 11 مارس 2021، عندما تم اختطاف ما لا يقل عن 30 طالبًا في ولاية كادونا وسط نيجيريا، خلال هجوم شنه مسلحون على الكلية الفيدرالية لميكنة الغابات. تعد هذه ثالث حالة اختطاف لنيجيريا من مؤسسة أكاديمية في عام 2021، والرابع منذ ديسمبر 2020، وهو بعد أسبوعين من اختطاف زامفارة الذي أسفر عن اختطاف 279 طالبة.

## الخطف
وقع الهجوم في الساعة 9:30 مساءً بالتوقيت المحلي يوم 11 مارس 2021 في الكلية الفيدرالية لميكنة الغابات في ماندو بولاية كادونا. تقع الكلية في ضواحي مدينة كادونا بالقرب من الثكنات العسكرية لأكاديمية الدفاع النيجيرية. دخل «قطاع الطرق المسلحون» المدرسة عن طريق إحداث ثقب في الجدار المحيط بالمجمع. أفاد سكان المنطقة أنهم سمعوا طلقات نارية، لكن افترضوا أنهم كانوا من التدريبات في الأكاديمية العسكرية.
بحسب معظم المصادر، فقد تم إرسال نداء استغاثة من قبل موظفين وطلاب داخل الحرم الجامعي، واشتبك أفراد من الفرقة الأولى للقوات المسلحة النيجيرية ومقرها الأكاديمية العسكرية القريبة، مع الخاطفين في تبادل لإطلاق النار. تمكنوا من إنقاذ 180 موظفًا وطالبًا كانوا قد احتُجزوا كرهائن في البداية في الصباح الباكر من اليوم التالي. تمكن بعض الطلاب من التهرب من الأسر عن طريق الاختباء تحت أسرتهم، حيث كان هناك انقطاع في التيار الكهربائي. كان عمر الطلاب الملتحقين بالكلية أكثر من 17 عامًا وكانوا مختلطي الجنس. أصيب بعض الرهائن الذين تم إنقاذهم وتم نقلهم لتلقي العلاج الطبي في منشأة عسكرية قريبة. شوهدت نحو 20 شاحنة تابعة للجيش النيجيري متوقفة خارج المدرسة. لم يتم تعداد ما يقرب من 30 طالبًا كانوا في الكلية.
بدأت عملية إنقاذ في محاولة لاستعادة الطلاب الذين اختطفوا. أفادت الأنباء أن الأسرى ربما يكونون في غابة روجو القريبة والتى تغطى أكثر من ثلاث ولايات نيجيرية.